# Ferme Dizonanche
La ferme Dizonanche est un ensemble architectural datant de la fin du Moyen Âge, dans la commune de Sagnes-et-Goudoulet, en Ardèche, dans la région Auvergne-Rhône-Alpes. 

## Localisation
Elle se trouve aux abords de l'ancien territoire du Ligeret, sur le secteur de Goudoulet à l'est du bourg de Sainte-Eulalie. Possessions des chartreux de Bonnefoy, la ferme et son territoire, culmine à plus de 1 200 mètres d'altitude, est en limite des terres de l'abbaye d'Aiguebelle. 

## Histoire
La chartreuse avait été fondée en 1156 grâce au don de Guillaume de Fay, seigneur de Mézenc. Le terme de Dizonanche est déjà employé, dans le cartulaire des chartreux de Bonnefoy, dès 1179. Les échanges et exploitations territoriales entre Bonnefoy et Aiguebelle se sont poursuivies jusqu'au milieu du XVe siècle, période à la quelle Aiguebelle fut frapper par la peste. Les terres sont alors cédés aux exploitants. Jusque là, le terroire de la ferme servait d'herboristerie pour la Chartreuse de Boenefoy.
Les bâtiments de la ferme ont subi des dégâts, à la suite d'un incendie, lors des guerres de religions du XVIe siècle ; Les travaux de reconstruction se font avec difficultés, par les chartreux, qui avaient été contraints par l'évêque de Viviers à rester sur site. Un second incendie, en 1653, mets fin à la présence monacale sur le site. La ferme est a lors bien de la famille Méjan, puis de plusieurs métayers, après la révolution française.
À la suite du retour du loup a l'état sauvage, dans la montagne ardéchoise, 27 brebis du troupeau de la ferme de Dizonanche ont été égorgés en 2007.

## Description
La Ferme de Dizonanche est un lieu typique des établissements monastiques : plusieurs bâtiments, logis séparé du bâtiment utilitaire. 
Le logis est bâtiment sur 3 niveaux, comportant 2 travées, avec la porte d'entrée en façade sud de la première travée. Les 3 fenêtres, en façade nord sont petites. Le rez-de-chaussée est occupé par une pièce de vie, et meublée d'une cheminée monumentale, datant de 1642, couverte de grandes dalles de basalte au sol. À droite de la cheminée, une cave et un escalier permet l'accès aux étages supérieurs. Un petit bâtiment de réserve, est accolé au logis. 
La grange est une fenière, initialement couverte de lauzes et posée sur l'étable formant un plan au sol d'environ 30 × 10 m. Le sol de l'étable est en terre battue. Un four à pain était situé dans la partie nord de l'étable, mais de nos jours disparu.
Il semble que les lauzes ayant recouvert les bâtiments de la ferme proviennent du Mont Gerbier.